# Ignacio
Ignacio is een plaats (town) in de Amerikaanse staat Colorado, en valt bestuurlijk gezien onder La Plata County.

## Demografie
Bij de volkstelling in 2000 werd het aantal inwoners vastgesteld op 669.
In 2006 is het aantal inwoners door het United States Census Bureau geschat op 630, een daling van 39 (-5,8%).

## Geografie
Volgens het United States Census Bureau beslaat de plaats een oppervlakte van
0,7 km², geheel bestaande uit land. Ignacio ligt op ongeveer 1967 m boven zeeniveau.

## Plaatsen in de nabije omgeving
De onderstaande figuur toont nabijgelegen plaatsen in een straal van 56 km rond Ignacio.